# BMW 315/1

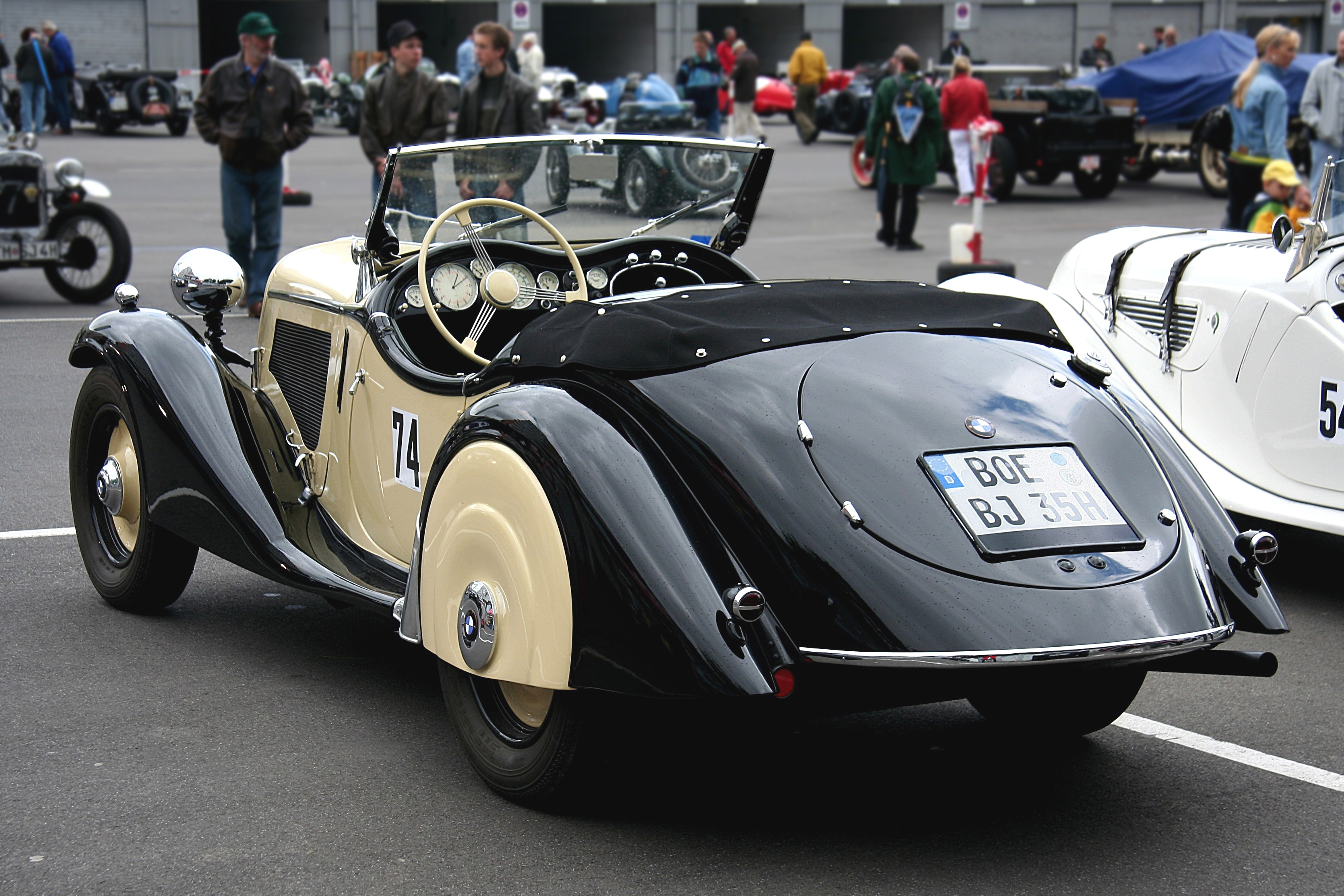
BMW 315/1 im historischen Fahrerlager des Nürburgrings. Der Tank im Heck, das Petri-Lenkrad, der Scheibenwischermotor links und der Türgriff sind nachgerüstet.

Der BMW 315/1 war ein kleiner Roadster, den BMW in Eisenach von 1934 bis 1936 als Sportmodell des 315 baute.

## Geschichte
Im März 1934 wurde der Sportwagen 315/1 vorgestellt. und ab Sommer 1934 verkauft. Er kostete 5.200 RM.
1936 wurde der 315/1 nach 230 Exemplaren ohne Nachfolger eingestellt. In der „Wagen-Preisliste Nr. 23“ vom Juni 1936 war der Sportwagen noch neben dem BMW 319/1 aufgeführt, in der folgenden Preisliste vom September 1936 war er nicht mehr im Angebot.

## Technik
Die Technik entsprach weitgehend der des normalen 315.
Der Motor mit einem Hubraum von 1490 cm³ (Bohrung 58 mm, Hub 94 mm) war ein wassergekühlter Reihensechszylinder mit seitlicher, von einer Duplexkette angetriebenen Nockenwelle und Ventilsteuerung über Stoßstangen und Kipphebel. Er hatte jedoch drei  Solex-Flachstromvergaser 26 BFRV statt der zwei BFLV des 315/1. Außerdem war der Motor höher verdichtet (1 : 6,8 anstatt 1 : 5,6), wodurch die Leistung um 6 PS auf 40 PS (29 kW) bei 4200−1 stieg. Der Wagen hatte eine Einscheibentrockenkupplung, Hurth-Vierganggetriebe mit synchronisiertem dritten und vierten Gang und Mittelschalthebel sowie eine Kardanwelle zum Antrieb der Hinterräder. 
Der Roadster war flacher und 10 Zentimeter kürzer als die Limousine und das Cabriolet. Die zweisitzige Karosserie mit tief ausgeschnittenen Türen ohne Seitenscheiben war auf einen Rohrrahmen mit Querträgern aufgesetzt. Als Regenschutz hatte der Wagen serienmäßig ein Stoffdach, das zurückgeklappt von einer Persenning abgedeckt war. Auf Wunsch wurde ein abnehmbares Coupédach als Zubehör geliefert. Der 315/1 hatte wie der 315 eine Zahnstangenlenkung, an Querlenkern und einer oben liegend Querblattfeder aufgehängte Vorderräder, hinten eine Starrachse Halbelliptikfedern und mechanisch bzw. mit Seilzug betätigte Trommelbremsen an allen vier Rädern. Die Räder mit einer Größe von 3,25 D × 16 und die Reifen mit einer Größe von 5,25–16 entsprachen ebenfalls dem Grundmodell 315.
Der Kraftstofftank mit einem Fassungsvermögen von 50 Litern war serienmäßig im Motorraum vor der Spritzwand eingebaut, wurde gelegentlich aber durch einen Tank im Heck ersetzt oder ergänzt.
Mit einer Höchstgeschwindigkeit von etwa 120 km/h war der BMW 315/1 um rund 20 km/h schneller als der ungefähr 80 kg schwerere BMW 315. Der Kraftstoffverbrauch soll bei etwa 11,5 Liter für 100 Kilometer gelegen haben.

## Motorsport
Bei der Internationalen Alpenfahrt 1934 über 2867 Kilometer kamen von 127 gestarteten Wagen 96 am Ziel in München an, darunter fünf BMW 315/1 des Werksteams, die strafpunktfrei geblieben waren und den Internationalen Alpenpokal gewannen. Beim Feldberg-Bergrennen 1935 belegten zwei BMW 315/1 die ersten Plätze der Sportwagenklasse bis 1,5 Liter Hubraum.
Der Rennfahrer Ralph Roese, der einige Mal als Werksfahrer die Sportwagenklasse bis 1,5 Liter beim Eifelrennen auf dem Nürburgring gewonnen hatte,  ließ einen 315/1 zum 315/1 Spezial umbauen. Dieser Wagen wog rennfertig nur 380 Kilogramm und die Motorleistung soll auf 136 PS gesteigert worden sein.